# Sorbyit
Sorbyit (IMA-Symbol Srb) ist ein sehr selten vorkommendes Mineral aus der Mineralklasse der „Sulfide und Sulfosalze“ mit der chemischen Zusammensetzung Pb9Cu(Sb,As)11S26 und damit chemisch gesehen eine sulfidähnliche Verbindung aus Blei, Kupfer, Antimon, Arsen und Schwefel, die strukturell zu den Sulfosalzen gehört. Die in den runden Klammern angegebenen Elemente Antimon und Arsen können sich in der Formel jeweils gegenseitig vertreten (Substitution, Diadochie), stehen jedoch immer im selben Mengenverhältnis zu den anderen Bestandteilen des Minerals.
Sorbyit kristallisiert im monoklinen Kristallsystem und entwickelt isometrische bis dünntafelige Kristalle bis etwa einen Millimeter Größe, die nach der b-Achse [010] gestreckt und stark gestreift sind. Das Mineral ist in jeder Form undurchsichtig (opak) und zeigt auf den bleigrauen bis schwarzen Oberflächen einen metallischen Glanz. Auf polierten Flächen erscheint Sorbyit im Auflicht weiß. Seine Strichfarbe ist allerdings immer schwarz.

## Etymologie und Geschichte
Entdeckt wurde Sorbyit erstmals in Mineralproben aus dem Steinbruch Taylor Pit bei Madoc in der kanadischen Provinz Ontario. Analysiert und erstbeschrieben wurde das Mineral durch John Leslie Jambor (1936–2008), der es nach dem britischen Chemiker und Geologen Henry Clifton Sorby (1826–1908) benannte. Nach Anerkennung durch die International Mineralogical Association (interne Eingangsnummer der IMA: 1966-018) veröffentlichte er seine Erstbeschreibung 1967 unter dem Titel New lead sulfantimonides from Madoc, Ontario. Part 2, in der auch Guettardit, Launayit, Playfairit, Sterryit und Twinnit erstbeschrieben wurden.
Das Typmaterial des Minerals wird in der Geological Survey of Canada (GSC) in Ottawa unter den Inventarnummern 12166 und 61065 sowie im Royal Ontario Museum (ROM) in Toronto unter der Inventarnummer M35892 aufbewahrt.
Die ursprünglich von Jambor angegebene chemische Formel 17 PbS · 11 (Sb,As)2S3 (entspricht Pb19(Sb,As)20S49) wurde 2008 im Zuge einer Neudefinition der Sulfosalz-Systematik des Sub-Komitees der IMA neu definiert und wird seitdem mit Pb9Cu(Sb,As)11S26 angegeben.
Die seit 2021 ebenfalls von der IMA/CNMNC anerkannte Kurzbezeichnung (auch Mineral-Symbol) von Sorbyit lautet „Srb“.

## Klassifikation
Bereits in der veralteten 8. Auflage der Mineralsystematik nach Strunz gehörte der Sorbyit zur Mineralklasse der „Sulfide und Sulfosalze“ und dort zur Abteilung „Komplexe Sulfide (Sulfosalze)“, wo er gemeinsam mit Boulangerit, Dadsonit, Fülöppit, Guettardit, Heteromorphit, Jamesonit, Launayit, Madocit, Meneghinit, Plagionit, Playfairit, Robinsonit, Semseyit, Sterryit, Tintinait, Twinnit, Veenit und Zinkenit in der „Jamesonit-Boulangerit-Gruppe (Bleiantimonspießglanze)“ mit der Systemnummer II/D.07 steht.
In der zuletzt 2018 überarbeiteten Lapis-Systematik nach Stefan Weiß, die formal auf der alten Systematik von Karl Hugo Strunz in der 8. Auflage basiert, erhielt das Mineral die System- und Mineralnummer II/E.20-050. Dies entspricht ebenfalls der Abteilung „Sulfosalze (S : As,Sb,Bi = x)“, wo Sorbyit zusammen mit Ciriottiit, Dadsonit, Disulfodadsonit, Launayit, Madocit, Meerschautit, Parasterryit, Pellouxit, Playfairit und Sterryit eine unbenannte Gruppe mit der Systemnummer II/E.20 bildet.
Die von der International Mineralogical Association (IMA) zuletzt 2009 aktualisierte 9. Auflage der Strunz’schen Mineralsystematik ordnet den Sorbyit dagegen in die Abteilung „unklassifizierte Sulfosalze“ ein. Diese ist weiter unterteilt nach der möglichen Anwesenheit von Blei in der Formel. Das Mineral ist hier entsprechend seiner Zusammensetzung in der Unterabteilung „mit Pb“ zu finden, wo es als einziges Mitglied eine unbenannte Gruppe mit der Systemnummer 2.LB.60 bildet.
In der vorwiegend im englischen Sprachraum gebräuchlichen Systematik der Minerale nach Dana hat Sorbyit die System- und Mineralnummer 03.06.12.01. Das entspricht ebenfalls der Klasse der „Sulfide und Sulfosalze“ und dort der Abteilung „Sulfosalze“. Hier findet er sich innerhalb der Unterabteilung „Sulfosalze mit dem Verhältnis 2,0 < z/y < 2,49 und der Zusammensetzung (A+)i(A2+)j[By Cz], A = Metalle, B = Halbmetalle, C = Nichtmetalle“ als einziges Mitglied in einer unbenannten Gruppe mit der Systemnummer 03.06.12.

## Kristallstruktur
Sorbyit kristallisiert in der monoklinen Raumgruppe C2/m (Raumgruppen-Nr. 12) mit den Gitterparametern a = 45,15 Å; b = 8,28 Å; c = 26,53 Å und β = 113,4° sowie 4 Formeleinheiten pro Elementarzelle.

## Bildung und Fundorte
Sorbyit bildet sich hydrothermal in Marmor. Als Begleitminerale können unter anderem Auripigment, antimonhaltiger Baumhauerit, Boulangerit, Cinnabarit, Fluorit, Galenit, Geokronit, Guettardit, Jamesonit, Playfairit, Pyrit, Quarz, Realgar, Robinsonit, Semseyit, Sphalerit, Twinnit und Zinkenit auftreten.
Außer an seiner Typlokalität im Steinbruch Taylor Pit bei Madoc konnte das Mineral bisher nur noch in der Baturappe-Prospektion im Bezirk Gowa auf Sulawesi in Indonesien, in der Antimon-Quecksilber-Lagerstätte Khaidarkan (auch Aidarken, Chaidarkan oder Khaydarkan) im Rajon Kadamdschai in Kirgisistan sowie in der Argentum Mining Co. Mine (auch Northern Belle Mine oder Holmes Mine) und der Lucky Strike Mine im Bergbaubezirk Candelaria im Mineral County des US-Bundesstaates Nevada entdeckt werden.